# Perisphaerus aeneus
Perisphaerus aeneus är en kackerlacksart som först beskrevs av Brunner von Wattenwyl 1865.  Perisphaerus aeneus ingår i släktet Perisphaerus och familjen jättekackerlackor.
Artens utbredningsområde är Filippinerna. Inga underarter finns listade i Catalogue of Life.